# Георг Вилхелм Пабст
Георг Вилхелм Пабст (Роудњице на Лаби, 25. август 1885 — Беч, 29. мај 1967) био је аустријски филмски редитељ и сценариста. Почео је као глумац и позоришни редитељ, пре него што је постао један од најутицајнијих филмских стваралаца на немачком језику током Вајмарске републике.

## Ране године
Пабст је рођен у малом граду у Бохемији, у Аустроугарској (данашње Роудњице на Лаби у Чешкој), као син железничког службеника. Док је одрастао у Бечу, студирао је драму на Академији декоративних уметности, а каријеру је започео као сценски глумац у Швајцарској, Аустрији и Немачкој. Године 1910. Пабст је отпутовао у Сједињене Државе, где је радио као глумац и редитељ у Немачком позоришту у Њујорку. Године 1914. одлучио је да постане режисер и вратио се да регрутује глумце по Европи. Пабст је био у Француској када је почео Први светски рат, ухапшен је и држан као непријатељски странац, те је потом интерниран у логор за ратне заробљенике у близини Бреста. Док је био у затвору, Пабст је организовао позоришну групу у логору и режирао представе на француском језику. По изласку 1919. вратио се у Беч, где је постао директор авангардног позоришта Нова бечка позорница.

## Каријера филмског режисера
Пабст је започео своју каријеру као филмски режисер по налогу Карла Фрелиха који је ангажовао Пабста за свог асистента. Пабст је свој први филм режирао 1923 (под насловом: Благо (The Treasure). Развио је таленат за „откривање“ и развој талената глумица, укључујући Грету Гарбо, Асту Нилсен, Луиз Брукс и Лени Рифенштал.
Пабстови најпознатији филмови тичу се положаја жена, укључујући Улицу без радости (1925) са Гретом Гарбо и Астом Нилсен, Тајне душе (1926) са Лили Дамитом, Љубави Џени Неј (1927) са Брижит Хелм, Пандорина кутија (1929), и Дневник изгубљене девојке (1929) са америчком глумицом Луизом Брукс. Такође је заједно са Арнолдом Фанком режирао Бели пакао Пиц Палуа (1929) са Лени Рифенштал у главној улози.
Након појаве звука, снимио је трилогију филмова који су му обезбедили репутацију: Вестфронт 1918 (1930), Опера од три гроша (1931) са Лоте Ленјом (по мјузиклу Бертолда Брехта и Курта Вајла) и Другарство (1931).
Након снимања Модерног хероја (1934) у САД и Улице сенки (1937) у Француској, Пабст (који је планирао да емигрира у Сједињене Државе) је ухваћен у Француској 1939, када је објављен рат, док је био у посети својој мајци, и био приморан да се врати у нацистичку Немачку. Под покровитељством министра пропаганде Јозефа Гебелса, Пабст је снимио два филма у Немачкој током овог периода: Комичари (1941) и Парацелзијус (1943). Гебелс је иначе сматрао Пабста дефитистом и пацифистом.
Пабст је режирао четири оперске продукције у Италији 1953: Моћ Судбине, потом Аиду, са Маријом Калас у насловној улози, Трубадура и поново Моћ судбине.
Режирао је Последњих десет дана (1955), први послератни немачки играни филм у коме се појављује Адолф Хитлер као један од ликова.

## Смрт
29. маја 1967. Пабст је умро у Бечу у 81. години  Сахрањен је у Средишњем бечком гробљу.

## Награде
- 1941, Венецијански филмски фестивал: Златна медаља Бијенала за најбољу режију за његов филм Комичари[10]

## Филмографија
- The Treasure (1923)
- Countess Donelli (1924)
- Joyless Street (1925)
- Secrets of a Soul (1926)
- One Does Not Play with Love (1926)
- The Love of Jeanne Ney (1927)
- The Devious Path (1928)
- Pandora's Box (1929)
- Diary of a Lost Girl (1929)
- The White Hell of Pitz Palu (под директором Арнолдом Фанком, 1929)
- Westfront 1918 (1930)
- Scandalous Eva (1930)
- Morals at Midnight (под директором Марком Соркином, 1930)
- The Threepenny Opera (1931)
- Kameradschaft (1931)
- L'Atlantide (1932)
- Don Quixote (1933)
- High and Low (1933)
- Cette nuit-là (1933)
- A Modern Hero (1934)
- Street of Shadows (1937)
- The Shanghai Drama (1938)
- Girls in Distress (1939)
- The Comedians (1941)
- Paracelsus (1943)
- Der Fall Molander (1945)
- The Trial (1948)
- Mysterious Shadows (1949)
- Duel with Death (1949)
- Call Over the Air (под директором Џорџом Ц. Клареном, 1951)
- Voice of Silence (1953)
- Cose da pazzi (1953)
- The Confession of Ina Kahr (1954)
- The Last Ten Days (1955)
- Jackboot Mutiny (1955)
- Ballerina (1956)
- Through the Forests and Through the Trees (1956)